# VC Herentals

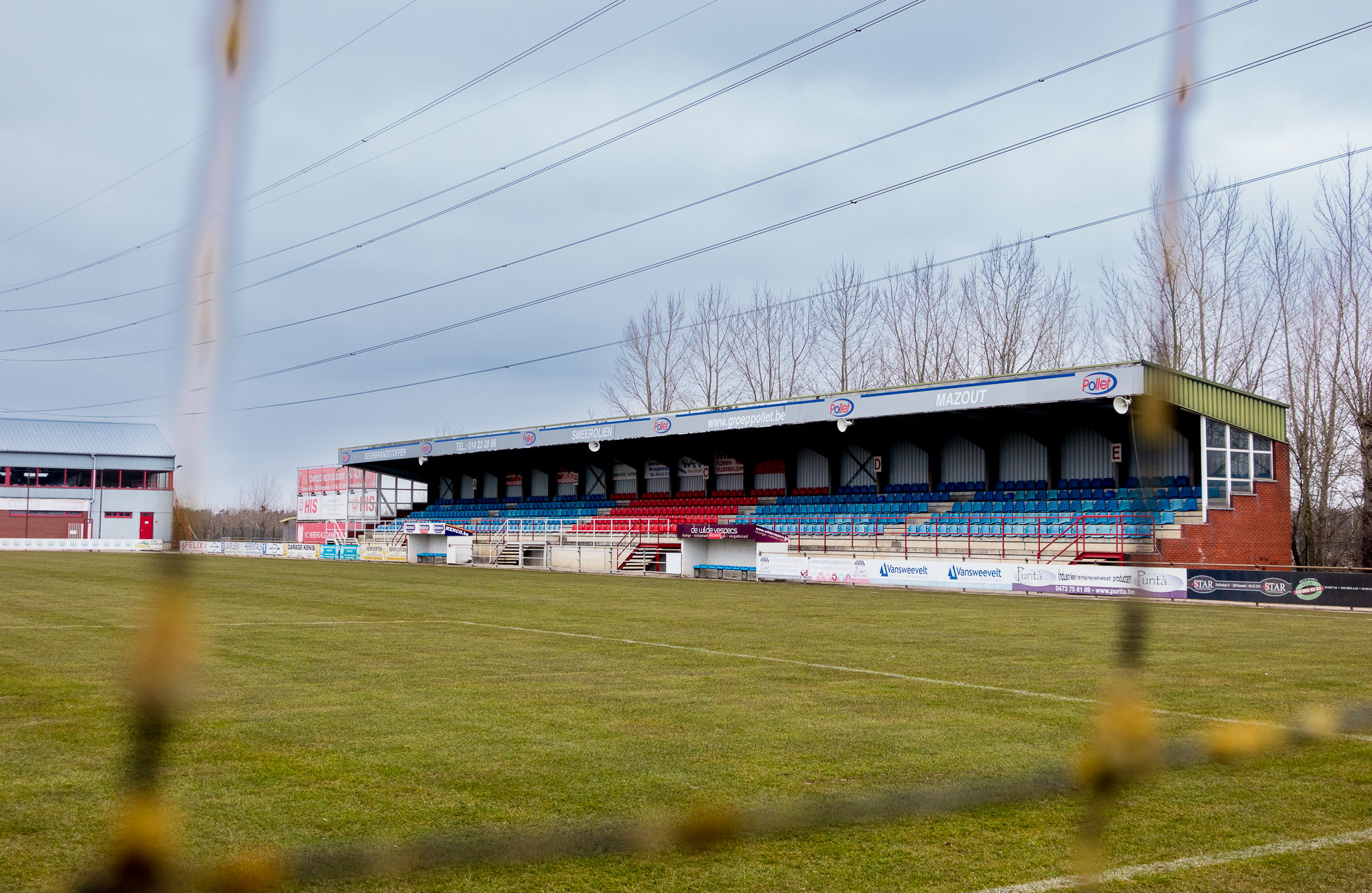
Sint-Jannekestadion

VC Herentals is een Belgische amateurvoetbalclub uit Herentals. De club is aangesloten bij de KBVB met stamnummer 9364 en heeft rood en wit als clubkleuren. VC Herentals werd opgericht in 2000, na het verdwijnen van KFC Herentals. De club komt vanaf het seizoen 2024/2025 na verschillende degradaties opnieuw in vierde provinciale uit.

## Geschiedenis
VC Herentals ontstond in 2000 na het verdwijnen van KFC Herentals. KFC Herentals had ruim zes decennia in de nationale reeksen gespeeld maar in 1999 verdween de tweedeklasser in een fusie met KFC Verbroedering Geel. De nieuwe club ging spelen op de terreinen van KFC en nam de vertrouwde rood-witte clubkleuren aan. In dat seizoen legde Herentals uiteindelijk beslag op de zesde plaats in het eindklassement van de Antwerpse Vierde Provinciale.
In het seizoen 2001/02 wist Herentals te promoveren naar Derde Provinciale, na het behalen van de tweede plaats na stadsgenoot SKS Herentals. Herentals stootte meteen verder door en promoveerde in het seizoen 2002/03 van Derde naar Tweede provinciale. In de competitie won VC Herentals twaalf wedstrijden op rij. Het werd kampioen met 76 punten, scoorde 75 doelpunten en liet slechts twintigmaal tegenscoren. Herentals kon in zijn eerste seizoen in Tweede met een jonge kern beslag leggen op de derde plaats.
In het seizoen 2004/05 degradeerde de club opnieuw naar Derde Provinciale, nadat het op de laatste speeldag met 3-0 verloor van Merksplas SK. VC Herentals speelde opnieuw kampioen in 2005/06 in Derde, zodat het opnieuw kon promoveren naar Tweede Provinciale. Danny Pollet zette bewust een stap terug en gaf het voorzitterschap door. Na de algemene statutaire vergadering werd bekendgemaakt dat Tony De Busser de nieuwe voorzitter van rood-wit zou worden.
Herentals behaalde in het seizoen 2006/07 een vierde plaats in de rangschikking en mocht naar de eindronde. De ploeg verloor thuis met 0-1 van SK Wilrijk. In de terugmatch bezegelde ex-eersteklassespeler Marc Schaessens twee minuten voor tijd het lot voor VC Herentals. Seizoen 2007/08 was opnieuw een hoogtepunt voor Herentals. Na tien speeldagen stond de ploeg nog op een degradatieplaats, maar dat werd in de rest van het seizoen rechtgezet. Herentals mocht opnieuw naar de eindronde. Na winst tegen FC Walem en FC Poppel promoveerde de ploeg voor de eerste keer in zijn nog prille geschiedenis naar Eerste Provinciale. In het seizoen 2008/09 dwong Herentals daar het behoud af op de laatste speeldag. In 2010 zakte men weer naar Tweede Provinciale. In het eerste seizoen na de degradatie haalde men wel al de eindronde, maar een terugkeer naar het hoogste niveau lukte niet.
Een seizoen later verkeek Herentals de kans om de titel te behalen in Tweede Provinciale, doordat het op de laatste speeldag niet verder kwam dan een scoreloos gelijkspel tegen Verbroedering Balen. Concurrent KSK Branddonk won wel en werd zo alsnog kampioen. Herentals won daarna wel de eindronde en behaalde zo een terugkeer naar het hoogste provinciale niveau, waar het op de voorlaatste speeldag het behoud kon afdwingen. Seizoen 2013/14 werd een absoluut hoogtepunt voor Herentals. De club eindigde op de tweede plaats, na kampioen FCO Beerschot Wilrijk. Herentals wist zich te verzekeren van promotie naar Vierde Klasse via de eindronde waar het in de finale won van KSV Schriek. In datzelfde seizoen verloor Herentals de finale van de Beker van Antwerpen van FC Turnhout. In het seizoen 2014/15 degradeerde de club na één seizoen in de nationale reeksen weer naar Eerste Provinciale. In het seizoen 2015-2016 kende Herentals een moeilijke terugkeer doordat het pas op een paar speeldagen van het einde het behoud kon verzekeren. Het seizoen daarna (2016-2017) werd dan weer een beter seizoen doordat Herentals in een interprovinciale eindronde promotie konden afdwingen en zo terug in de nationale reeksen kwam. Het verblijf in de Derde klasse amateurs was van korte duur, want de club degradeerde en komt voor het seizoen 2018-2019 uit in Eerste Provinciale. In het seizoen 2019/2020 kende de club een niet al te best seizoen, op het einde kwam er nog een kleine remonte maar dit mocht niet baten de club zakte naar de tweede provinciale (de competitie werd dit seizoen wel niet afgewerkt wegens de coronacrisis). De seizoenen daarna kon de neerwaartse spiraal niet omgebogen worden. Er volgden enkele degradaties, de club speelt ondertussen in vierde provinciale, en er worden nog amper jeugdelftallen tussen de lijnen gebracht. 

## Resultaten
| Seizoen | Klasse | Klasse | Klasse | Klasse | Klasse | Klasse | Klasse | Klasse | Klasse | Reeks                | Punten                                                   | Opmerking                                                |
|         | I      | I      | II     | III    | IV     | P.I    | P.II   | P.III  | P.IV   |                      |                                                          |                                                          |
| ------- | ------ | ------ | ------ | ------ | ------ | ------ | ------ | ------ | ------ | -------------------- | -------------------------------------------------------- | -------------------------------------------------------- |
| 2015/16 |        |        |        |        |        | 7      |        |        |        | Eerste Prov. Antw.   | 43                                                       |                                                          |
|         | 1A     | 1B     | 1Am    | 2Am    | 3Am    | P.I    | P.II   | P.III  | P.IV   |                      | Vanaf 2016-17 zijn er 3 nationale en 2 regionale niveaus | Vanaf 2016-17 zijn er 3 nationale en 2 regionale niveaus |
| 2016/17 |        |        |        |        |        | 3      |        |        |        | Eerste Prov. Antw.   | 58                                                       | Promotie naar Derde Klasse Amateurs via eindronde        |
| 2017/18 |        |        |        |        | 15     |        |        |        |        | Derde Klasse Am.     | 27                                                       | Degradatie naar Eerste Provinciale Antwerpen             |
| 2018/19 |        |        |        |        |        | 6      |        |        |        | Eerste Prov. Antw.   | 46                                                       |                                                          |
| 2019/20 |        |        |        |        |        | 13     |        |        |        | Eerste Prov. Antw.   | 25                                                       | Degradatie                                               |
| 2020/21 |        |        |        |        |        |        | -      |        |        | Tweede prov. Antw. B | -                                                        | Seizoen geschrapt wegens Covid-19                        |
| 2021/22 |        |        |        |        |        |        | 11     |        |        | Tweede prov. Antw. B | 34                                                       |                                                          |
| 2022/23 |        |        |        |        |        |        | 16     |        |        | Tweede prov. Antw. B | 26                                                       | Degradatie                                               |
| 2023/24 |        |        |        |        |        |        |        | 14     |        | Derde prov. Antw. C  | 22                                                       | Degradatie                                               |
| 2024/25 |        |        |        |        |        |        |        |        | 3      | Vierde prov. Antw. F | 60                                                       |                                                          |
| 2025/26 |        |        |        |        |        |        |        |        |        | Vierde prov. Antw. F |                                                          |                                                          |

## Bekende (oud-)spelers
- Djuric Ascencion
- Ousmane Sanou
- Martijn Thomassen
- Jeroen van de Kerkhof
- Sven van de Kerkhof
- Ilja van Leerdam
- Aart Verberne

## Trainers
| Seizoen | Trainer(s)             |
| ------- | ---------------------- |
| 2000/01 | Goran Miljanović       |
| 2000/01 | Patrick Van den Eynden |
| 2001/02 | Marc Lenaerts          |
| 2002/03 | Marc Lenaerts          |
| 2003/04 | Marc Lenaerts          |
| 2004/05 | Jos Heylen             |
| 2004/05 | Sus Van Orshaegen      |
| 2005/06 | Rudy Van Houdt         |
| 2006/07 | Rudy Van Houdt         |
| 2007/08 | Frans Vloemans         |
| 2008/09 | Frans Vloemans         |
| 2009/10 | Marc Janssens          |
| 2009/10 | Wim Van Looy           |
| 2010/11 | Stef Verelst           |
| 2010/11 | John De Busser         |
| 2011/12 | Luc Beyens             |
| 2012/13 | Luc Beyens             |
| 2013/14 | Luc Beyens             |
| 2014/15 | Luc Beyens             |
| 2014/15 | Roger Dierckx          |
| 2015/16 | Michel Christiaensen   |
| 2016/17 | Michel Christiaensen   |
| 2017/18 | Jef Dufraing           |
| 2018/19 | Frank Braeckmans       |